# Aktywizacja partycypacyjna
Aktywizacja partycypacyjna – świadome włączanie się odbiorców usług społecznych, najczęściej osób zagrożonych wykluczeniem społecznym (np. bezrobotnych) w działania służb społecznych (np. pomocy społecznej czy służb zatrudnieniowych) z zamiarem przezwyciężenia swojej trudnej sytuacji życiowej. 
Po uświadomieniu sobie przez podopiecznego jego sytuacji i roli, jaką w niej pełni, staje się on współodpowiedzialny za jej rozwiązanie, a w procesie wychodzenia z trudności czuje się w pełni traktowany podmiotowo. Aktywizacja partycypacyjna służyć może też społecznościom w pobudzeniu i integracji środowisk lokalnych dzięki podejmowaniu wspólnych działań (np. budżet partycypacyjny).